# Oxalis articulata
L'acetosella articolata (Oxalis articulata Savign., 1798) è una pianta tuberosa della famiglia delle Oxalidaceae, originaria del Sud America.

Fiori di Oxalis articulata

## Distribuzione e habitat
La specie è nativa di Brasile, Argentina e Uruguay.